# أليخاندرو آمينابار
أليخاندرو آمينابار (بالإسبانية: Alejandro Amenábar) (مواليد 31 مارس 1972) هو مخرج أفلام وكاتب سيناريو إسباني.

## مواقع خارجية
- أليخاندرو آمينابار على موقع IMDb (الإنجليزية)
- أليخاندرو آمينابار على موقع الموسوعة البريطانية (الإنجليزية)
- أليخاندرو آمينابار على موقع مونزينجر (الألمانية)
- أليخاندرو آمينابار على موقع ألو سيني (الفرنسية)
- أليخاندرو آمينابار على موقع ميوزك برينز (الإنجليزية)
- أليخاندرو آمينابار على موقع تيرنر كلاسيك موفيز (الإنجليزية)
- أليخاندرو آمينابار على موقع أول موفي (الإنجليزية)
- أليخاندرو آمينابار على موقع بوكس أوفيس موجو (الإنجليزية)
- أليخاندرو آمينابار على موقع قاعدة بيانات الأفلام السويدية (السويدية)
- أليخاندرو آمينابار على موقع أول ميوزيك (الإنجليزية)